# JNR EF64 sorozat
Az JNR EF64 sorozat egy Japán Bo-Bo-Bo tengelyelrendezésű 1500 V DC áramrendszerű villamosmozdony-sorozat. A JNR, a JR East, a JR Central, a JR West és a JR Freight üzemelteti. Összesen 132 db készült belőle a  Kawasaki és a Tōshiba gyáraiban. A sorozat selejtezése 2003-ban kezdődött

## Megőrzött mozdonyok
- EF64 18 - Katsunuma-budōkyō Station-on a Chūō fővonalon.